# Tuindorp 't Lansink (Hengelo)

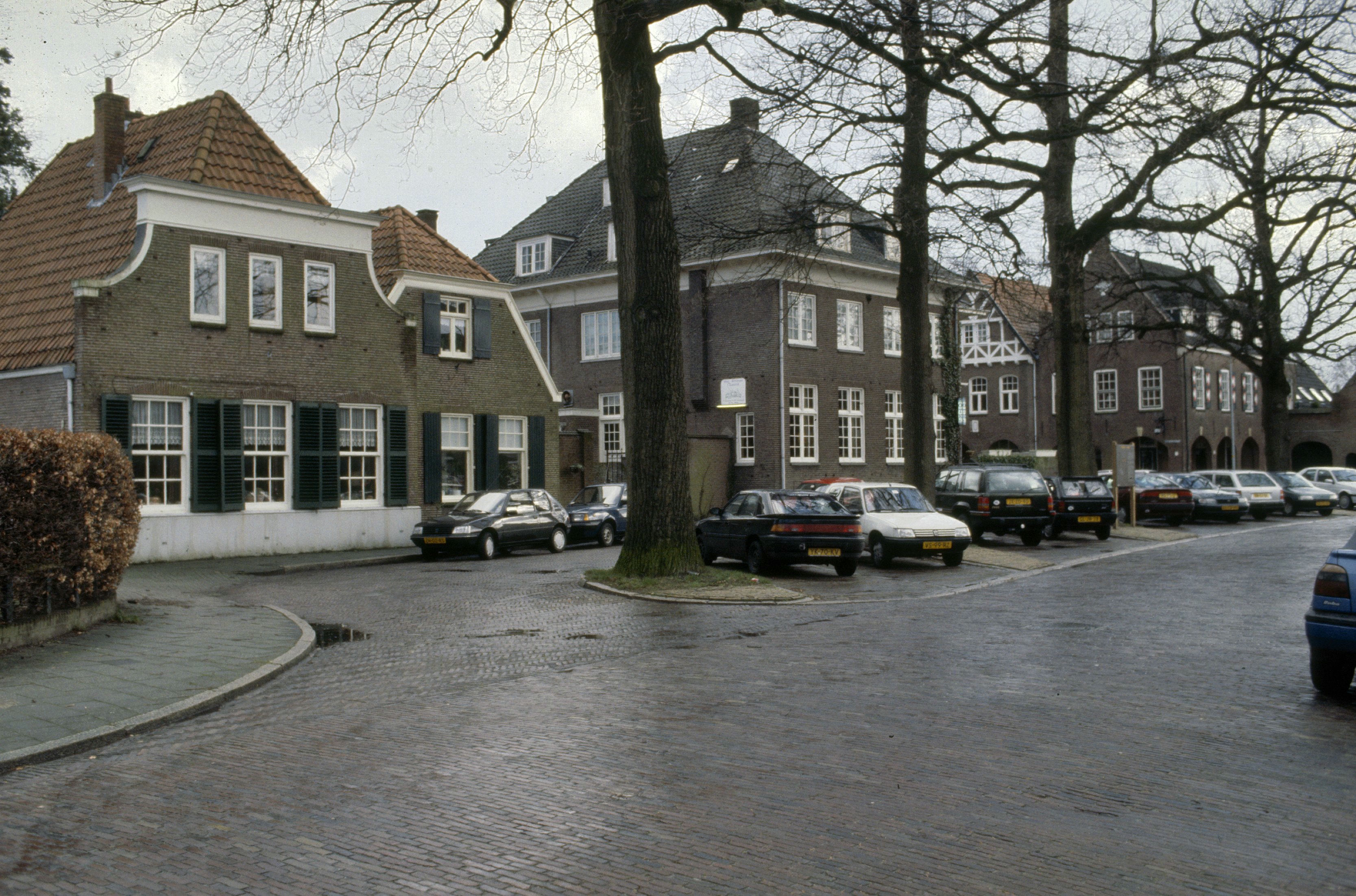
C.T. Storkplein

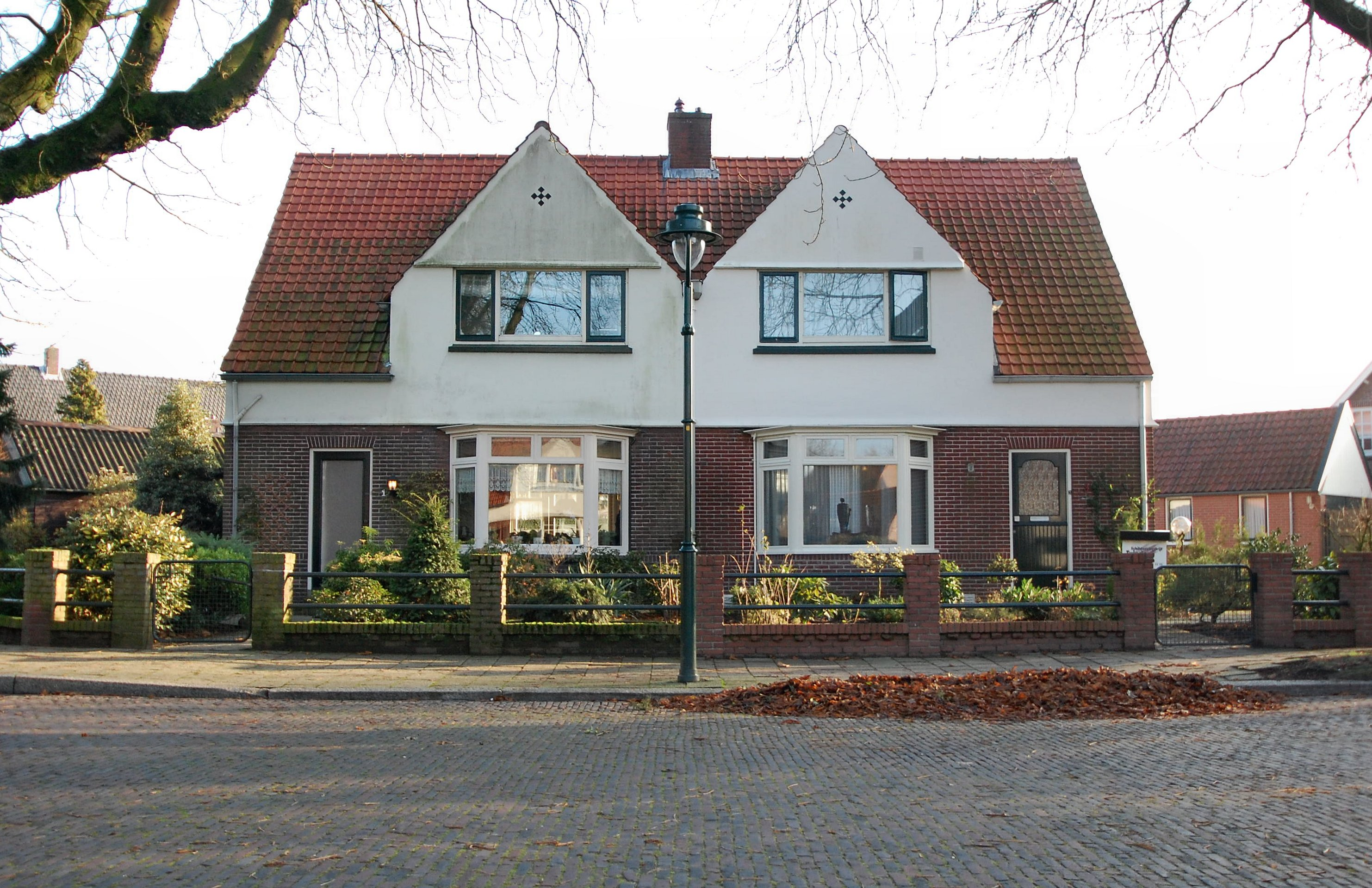
Plein 1918 1-3

Tuindorp 't Lansink in Hengelo ligt in de wijk Wilderinkshoek ten zuiden van het station Hengelo en telde 2140 inwoners in 2009. De oppervlakte van de buurt bedraagt ongeveer 53 hectare. Het grootste deel van 't Lansink is aangewezen als beschermd dorpsgezicht.

## Situering
Van de vier woonbuurten in de wijk Wilderinkshoek is Tuindorp 't Lansink qua bebouwing de oudste. Er staan veel vooroorlogse woningen; ruim driekwart stamt uit de periode voor 1950. Tuindorp is gelegen op het grondgebied van de vroegere marke Woolde. Het noordelijke deel van de wijk is al zeer lang bebouwd. Daarin staan ook de machinefabriek van Stork en andere bedrijven, die vlak voor of na de aanleg van de spoorwegen in Hengelo werden gesticht. Rond deze bedrijven werden woningen gebouwd voor de arbeiders die er werkten. Het tuindorp is genoemd naar boerderij 't Lansink die in het gebied was gelegen. Markante punten in de buurt zijn de Storkfabriek, Hogeschool Tio, ROC van Twente, Brandweer Hengelo en de karakteristieke vooroorlogse woningen.

## Geschiedenis
Met de aanleg van Tuindorp 't Lansink werd begonnen op instigatie van Charles Theodorus Stork, die ten eerste vond dat de arbeiders die werkzaam waren bij Stork fatsoenlijk moesten worden gehuisvest. In de tweede plaats moest de Hengelose woningvoorraad onder invloed van de groeiende industrie sterk worden uitgebreid. Stork richtte daartoe in 1867 de Hengelosche Bouwvereeniging op. De Vereeniging kocht de boerderij 't Lansink met bijbehorende landerijen op, om aldaar de woningbouwplannen te realiseren. De wijk, die pas veel later (vanaf 1910) werd gerealiseerd, onder aanvoering van Storks zoon Coenraad Stork, werd vervolgens genoemd naar de boerderij die er eerst had gestaan. Aan de Bouwvereeniging werd nu ook deelgenomen door de Hengelose bedrijven Dikkers & Co en de Nederlandse Katoenspinnerij. Als hoofdontwerper van het tuindorp werd de architect Karel Muller aangetrokken.
Er werd een plein ontworpen dat als centrum van het tuindorp zou dienen. De bestaande oude eiken werden gespaard om bij te dragen aan het groene karakter van het plein. Het plein werd vernoemd naar Stork sr. als C.T. Storkplein. Hier werd ook een hotel gesticht, dat diende om de buitenlandse gasten van het bedrijf in onder te brengen. Vanaf het begin kregen werknemers van de bij de bouwvereniging aangesloten fabrieken voorrang bij de toewijzing van huizen, maar 't Lansink stond ook open voor andere bewoners. Die maakten ongeveer vijftig procent uit van het totale aantal. Het was de uitdrukkelijke bedoeling dat in de wijk minderbedeelden en vermogenden min of meer naast elkaar zouden wonen.
Het hotel bestaat nog steeds en heet tegenwoordig 'Tuindorphotel 't Lansink'. Het restaurant werd in 2014 met een Michelinster gewaardeerd.
Het voor de aanleg van 't Lansink benodigde zand werd midden in de wijk afgegraven. In de zo ontstane vijver is sinds 1923 de bad- en zweminrichting het Tuindorpbad gevestigd.

## Rijksbeschermd gezicht

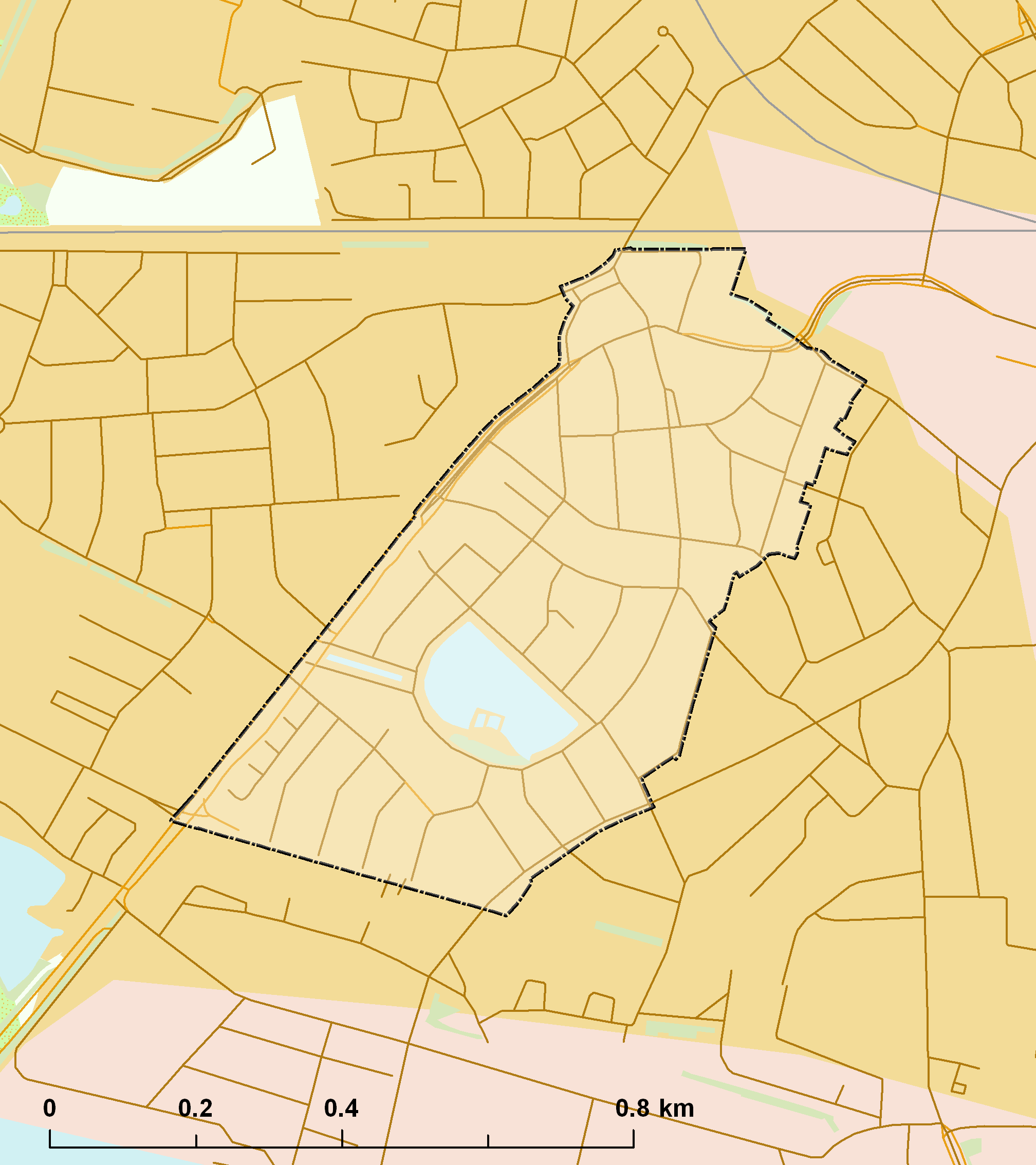
Grenzen van het beschermd gezicht

Het grootste deel van Tuindorp 't Lansink is een van rijkswege beschermd dorpsgezicht. De procedure voor aanwijzing werd gestart op 2 augustus 2001. Het gebied werd op 17 oktober 2003 definitief aangewezen. Het beschermd gezicht beslaat een oppervlakte van 44,9 hectare.
Panden die binnen een beschermd gezicht vallen krijgen niet automatisch de status van beschermd monument. Wel zal de gemeente het bestemmingsplan aanpassen om nieuwe ontwikkelingen in het gebied te reguleren. De gezichtsbescherming richt zich op de stedenbouwkundige en cultuurhistorische waardering van een gebied en wil het toekomstig functioneren daarvan veiligstellen.

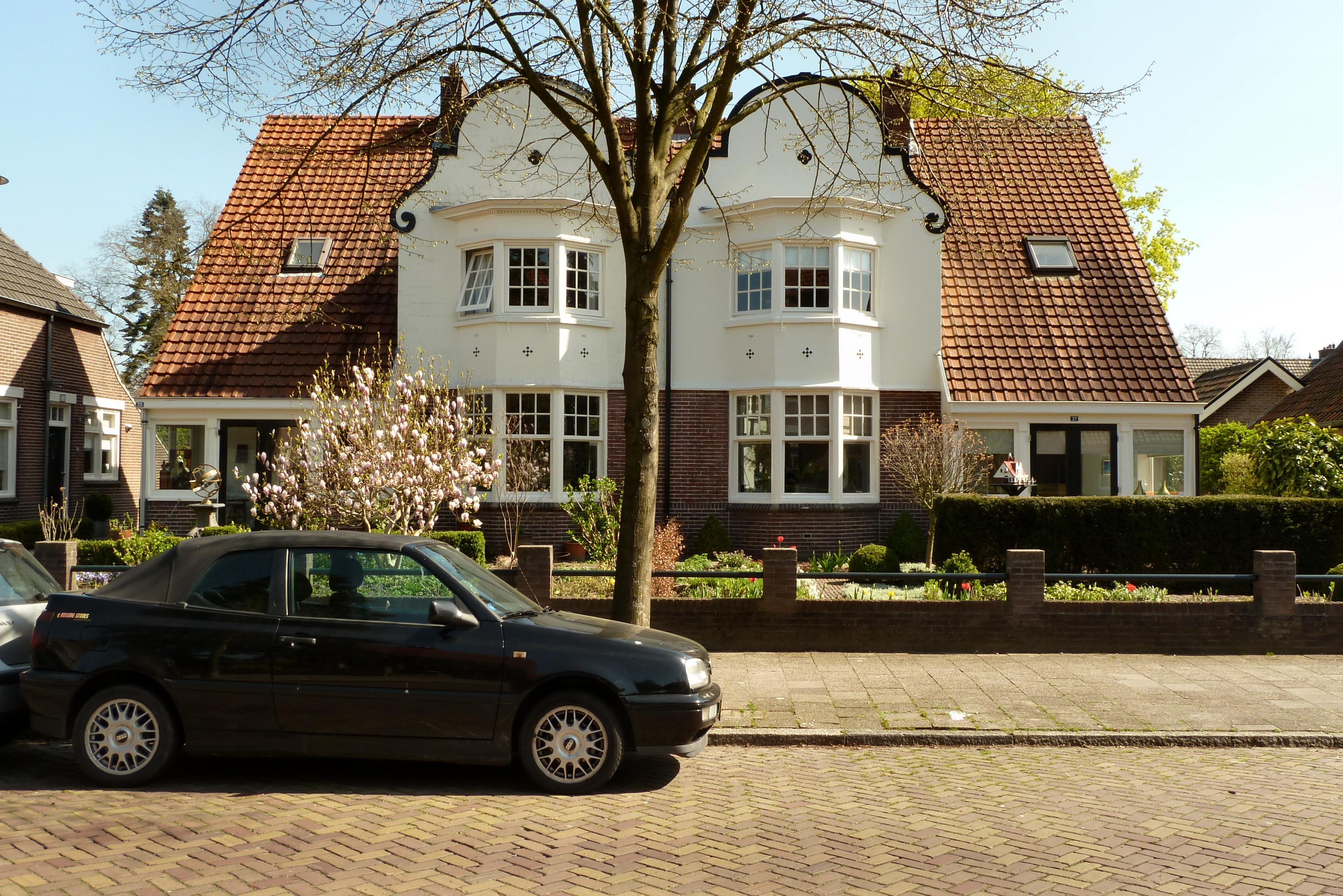
Lansinkweg 35-37
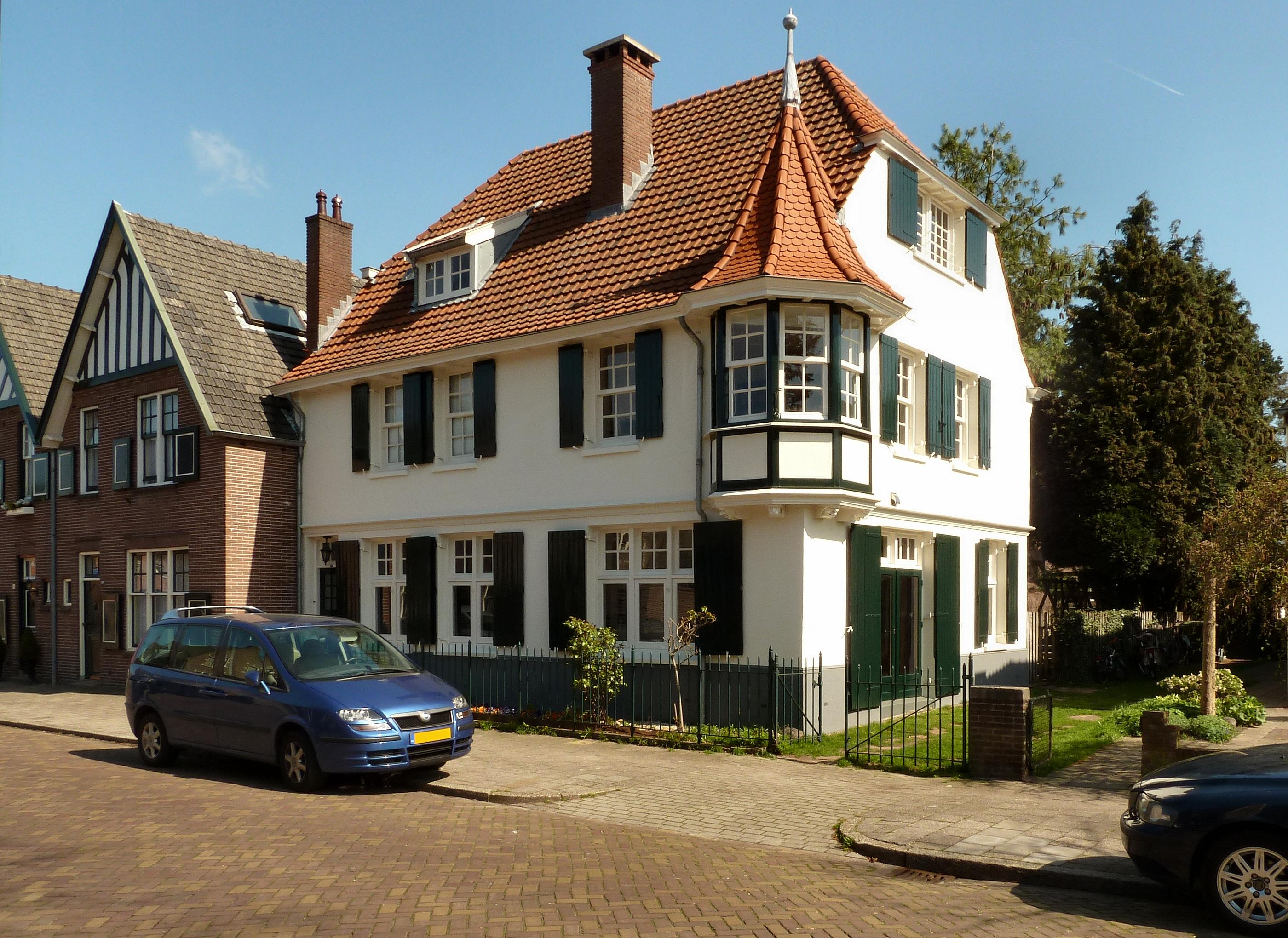
Lansinkweg 29
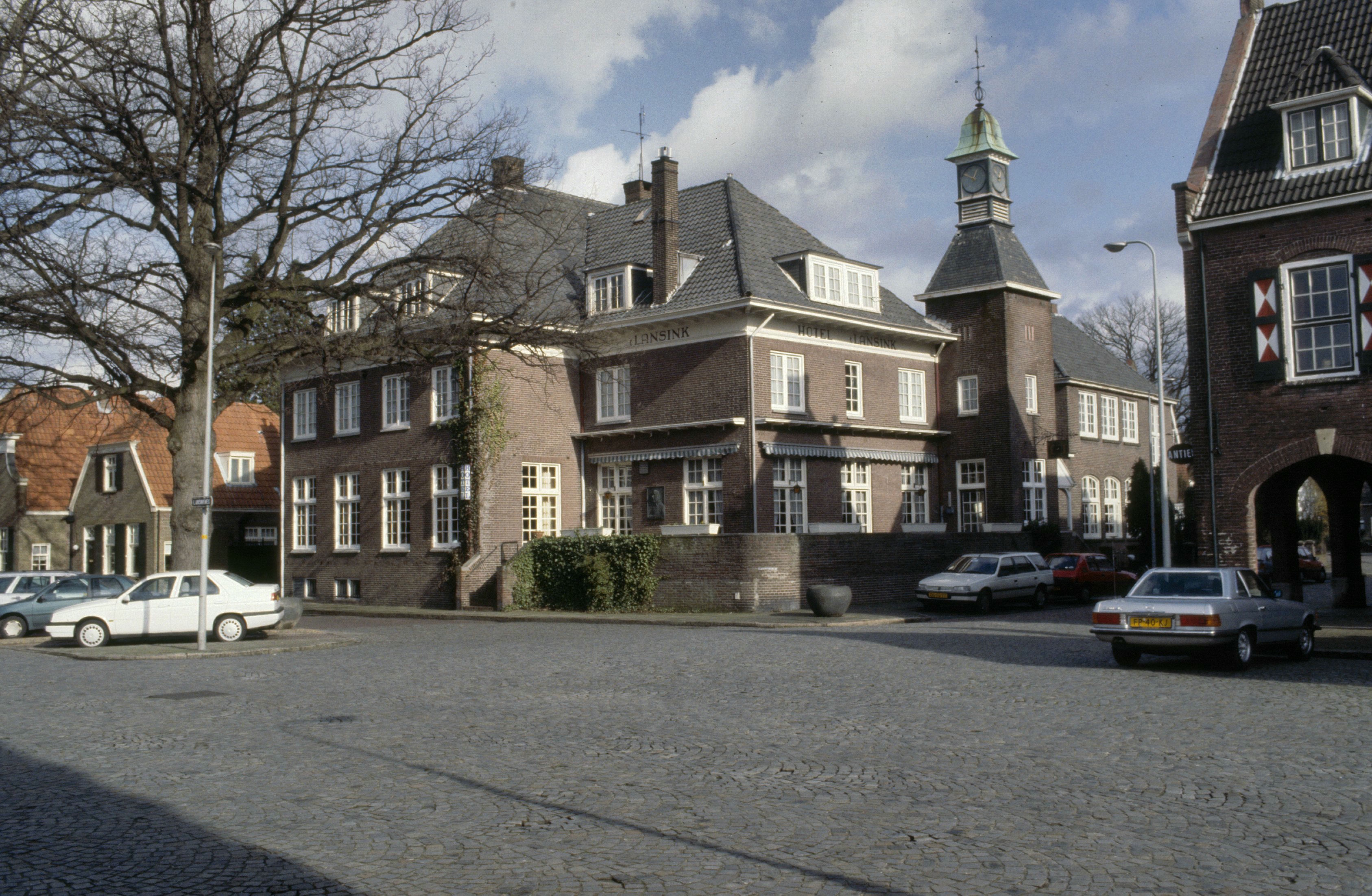
C. T. Storkplein met hotel
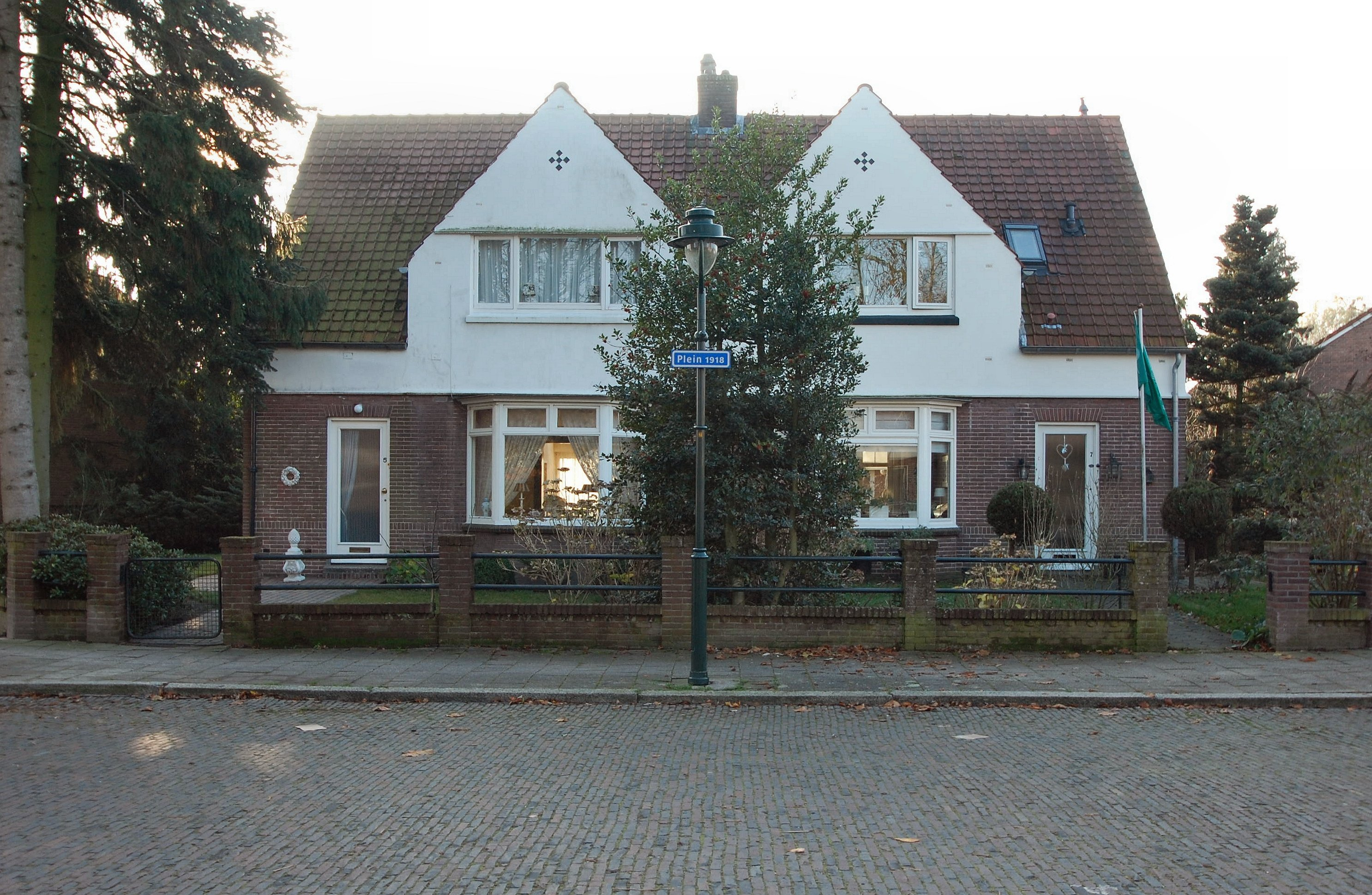
Plein 1918 5-7
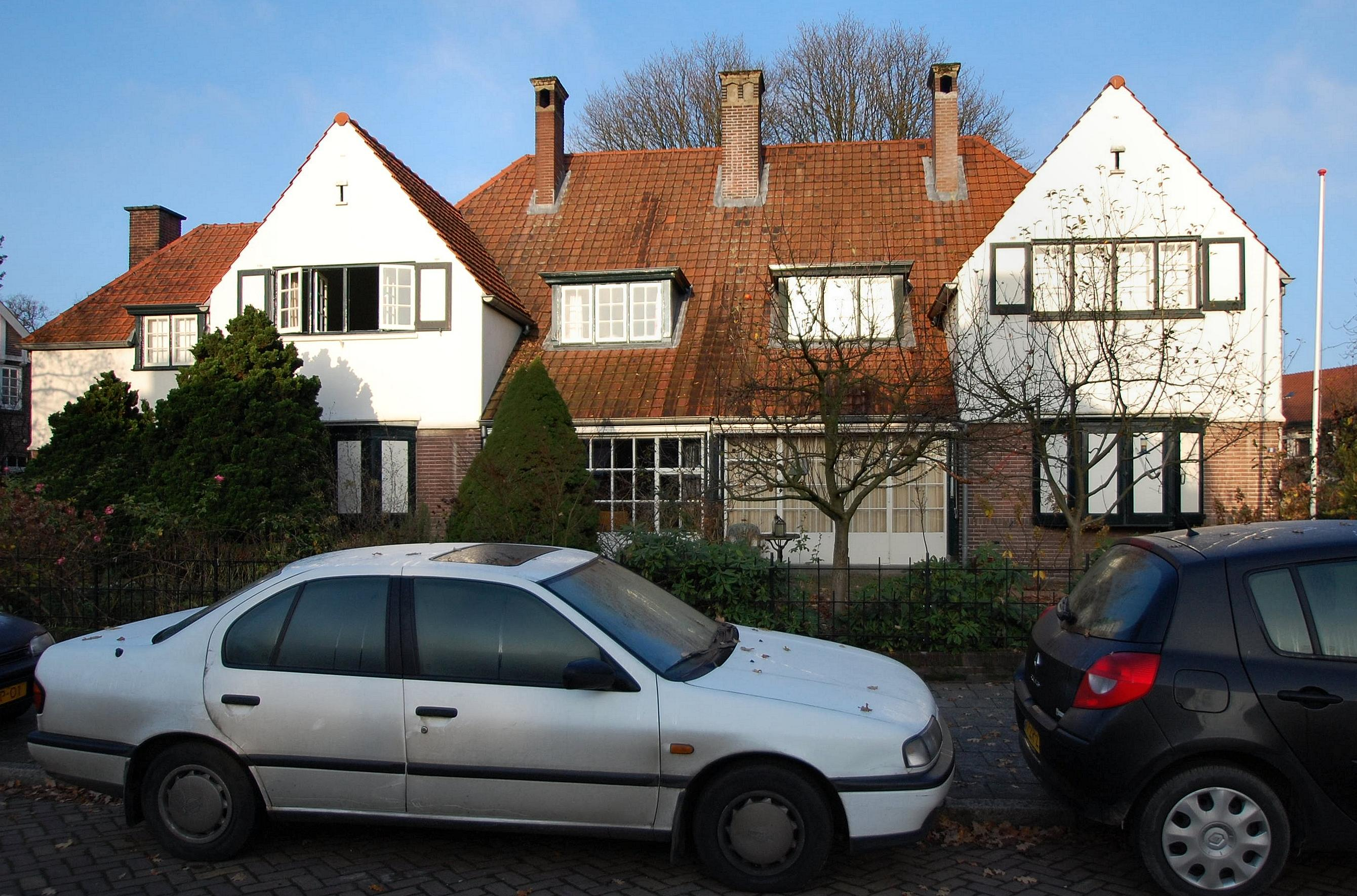
C.T. Storkstraat 8
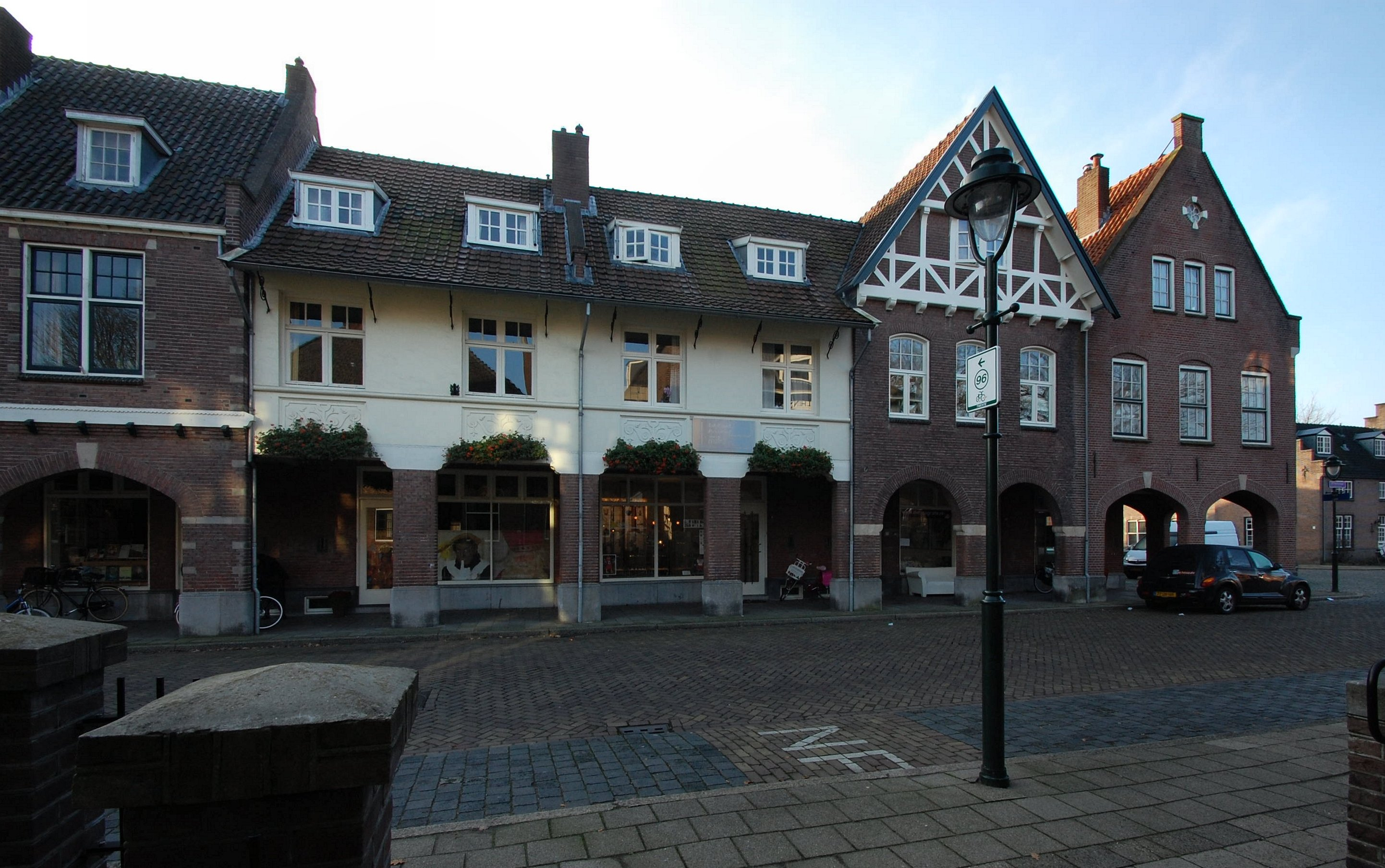
C.T. Storkstraat 27-35
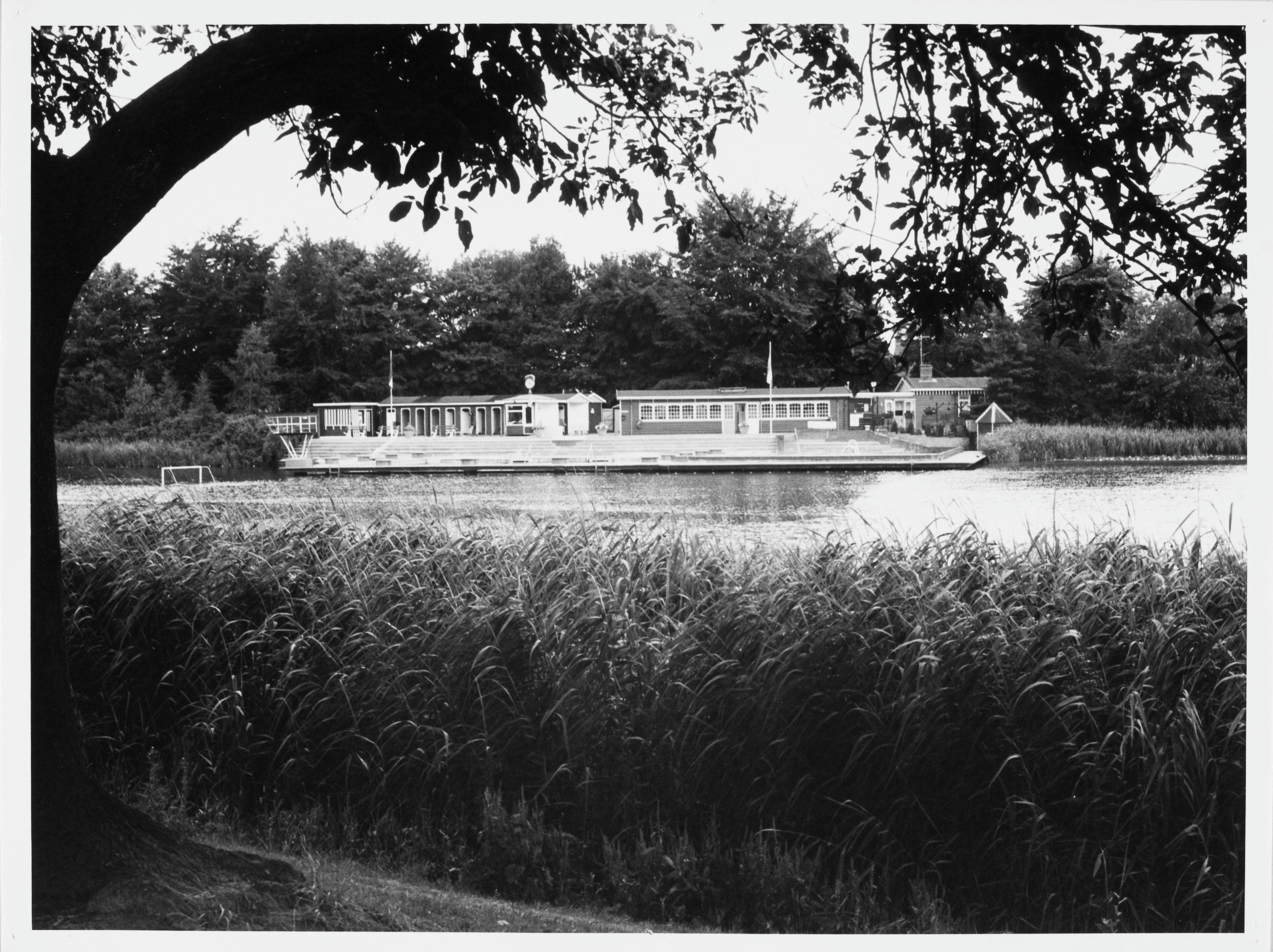
Tuindorpvijver met zwembad